# Robert Brown (Fußballtrainer)
Robert Brown (* 1873 in Hebburn; † 8. März 1935 in Leeds) war ein englischer Fußballspieler und -trainer.

## Karriere
Nach einer Laufbahn im Amateurfußball in seiner heimatlichen Region im Nordosten von England begann er als Scout bei Sheffield Wednesday. 1911 begann er bei Portsmouth als Secretary Manager. Dieses Amt übte er neun Jahre aus, bis er im Mai 1920 Secretary des FC Gillingham wurde. Diese Beziehung hielt jedoch nur vier Wochen und wurde, bevor er die Mannschaft bei nur irgendeinem Spiel betreute, beendet. Grund war ein Angebot von Sheffield Wednesday. Unter seiner Führung gelang Sheffield Wednesday der Wiederaufstieg in die höchste Spielklasse. Schon vier Jahre nach dem Aufstieg konnte die Meisterschaft gefeiert werden (1929), diesen Erfolg konnte er ein Jahr später ebenfalls verbuchen. Nach 13 Jahren bei Sheffield beendete er 1933, ein Jahr nach dem Tod seiner Frau, aus gesundheitlichen Gründen seine Trainerlaufbahn. Am 6. März 1935 brach er am Bahnhof von Leeds zusammen und starb zwei Tage später. Er wurde in Wadsley in Sheffield begraben.